# 철암계곡의 혈투
"철암계곡의 혈투"는 2012년에 개봉한 지하진 감독의 대한민국의 영화이다.

## 캐스팅
- 이무생 : 철기 역
- 윤상화 : 귀면 역
- 최지은 : 태연 역
- 조영진 : 영춘 역
- 곽자형 : 도끼 역
- 지대한 : 판호 역
- 오용 : 학봉 역
- 이용직 : 작두 역
- 채수욱 : 설균 역
- 하동균 : 쓰리코 역
- 심완준 : 경찰 역